# Karwik (Pisz)
Karwik (ebenso deutsch Karwik) ist ein Dorf in der polnischen Woiwodschaft Ermland-Masuren, das zur Gmina Pisz (Stadt- und Landgemeinde Johannisburg) im Powiat Piski (Kreis Johannisburg) gehört.

## Geographische Lage
Karwik liegt am Südufer des Sexter Sees (polnisch Jezioro Seksty) in der östlichen Woiwodschaft Ermland-Masuren, sechs Kilometer nordwestlich der Kreisstadt Pisz (deutsch Johannisburg).

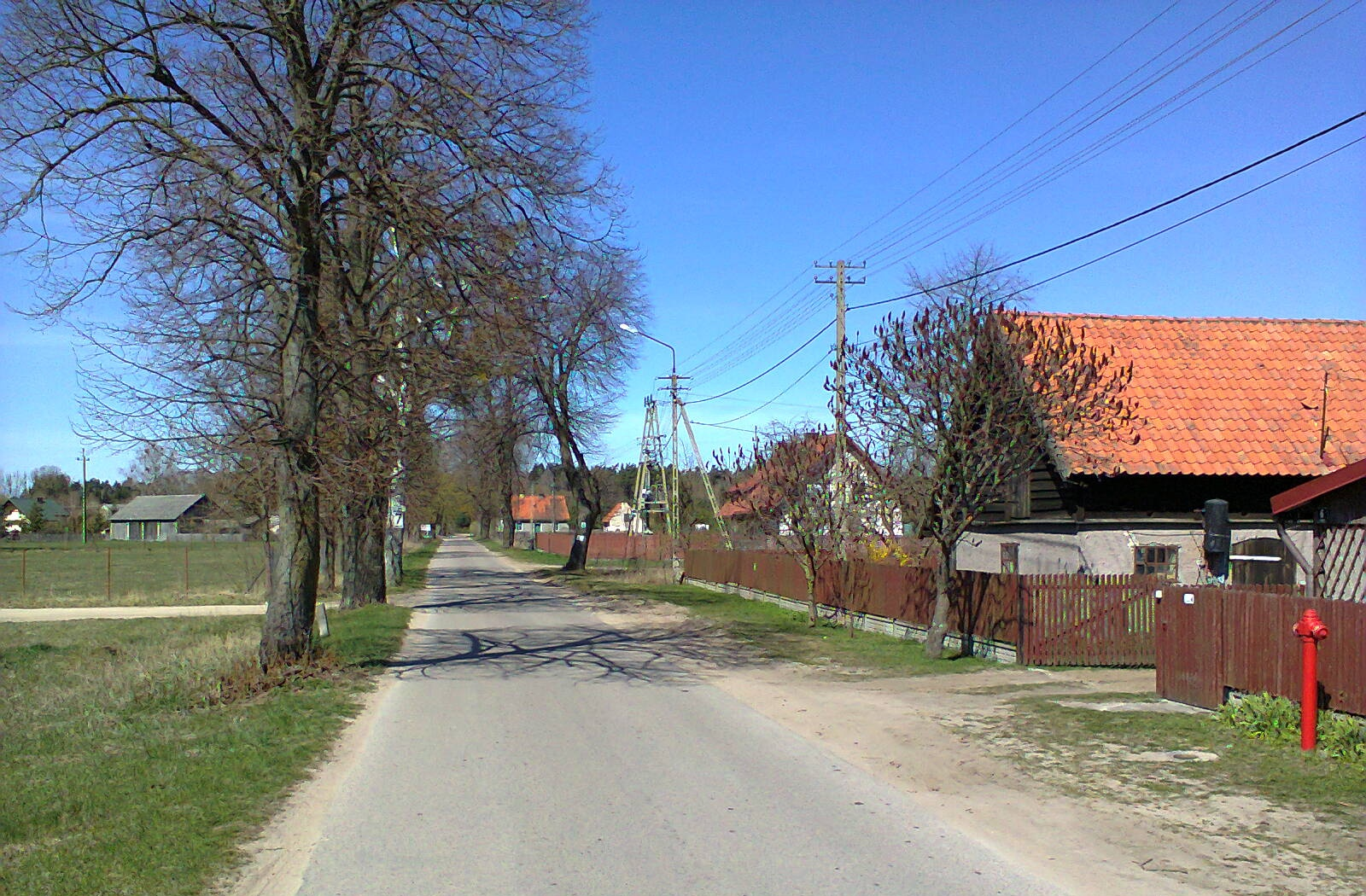
Dorfstraße in Karwik

## Geschichte
Karwik wurde im Jahre 1804 als Erbpachtdorf gegründet.
Von 1874 bis 1945 war das Dorf als Landgemeinde in den Amtsbezirk Snopken (polnisch Snopki) eingegliedert, der – 1938 in „Amtsbezirk Wartendorf“ umbenannt – zum Kreis Johannisburg im Regierungsbezirk Gumbinnen (ab 1905: Regierungsbezirk Allenstein) in der preußischen Provinz Ostpreußen gehörte.
Am 1. Dezember 1910 zählte Karwik 236 Einwohner, im Jahr 1933 waren es bereits 310 und 1939 schon 312.
Aufgrund der Bestimmungen des Versailler Vertrags stimmte die Bevölkerung im Abstimmungsgebiet Allenstein, zu dem Karwik gehörte, am 11. Juli 1920 über die weitere staatliche Zugehörigkeit zu Ostpreußen (und damit zu Deutschland) oder den Anschluss an Polen ab. In Karwik stimmten 140 Einwohner für den Verbleib bei Ostpreußen, auf Polen entfielen keine Stimmen.
In Kriegsfolge kam Karwik 1945 mit dem gesamten südlichen Ostpreußen zu Polen. Seinen Namen durfte das Dorf behalten. Heute ist es Sitz eines Schulzenamtes (polnisch Sołectwo) und als solches eine Ortschaft innerhalb der Stadt- und Landgemeinde Pisz (Johannisburg) im Powiat Piski (Kreis Johannisburg), bis 1998 der Woiwodschaft Suwałki, seither der Woiwodschaft Ermland-Masuren zugehörig. Karwik zählte 2011 insgesamt 202 Einwohner.

## Religionen
Bis 1945 war Karwik in die evangelische Kirche Johannisburg in der Kirchenprovinz Ostpreußen der Kirche der Altpreußischen Union sowie in die römisch-katholische Kirche in Johannisburg im damaligen Bistum Ermland eingepfarrt.
Heute gibt es in Karwik eine eigene Kirchengemeinde, eine Filialgemeinde der Pfarrei in Kociołek Szlachecki (deutsch Adlig Kessel). Sie liegt im Bistum Ełk der Römisch-katholischen Kirche in Polen. Die evangelischen Einwohner halten sich zur Kirchengemeinde in der Kreisstadt Pisz innerhalb der Diözese Masuren der Evangelisch-Augsburgischen Kirche in Polen.

## Schleuse Karwik

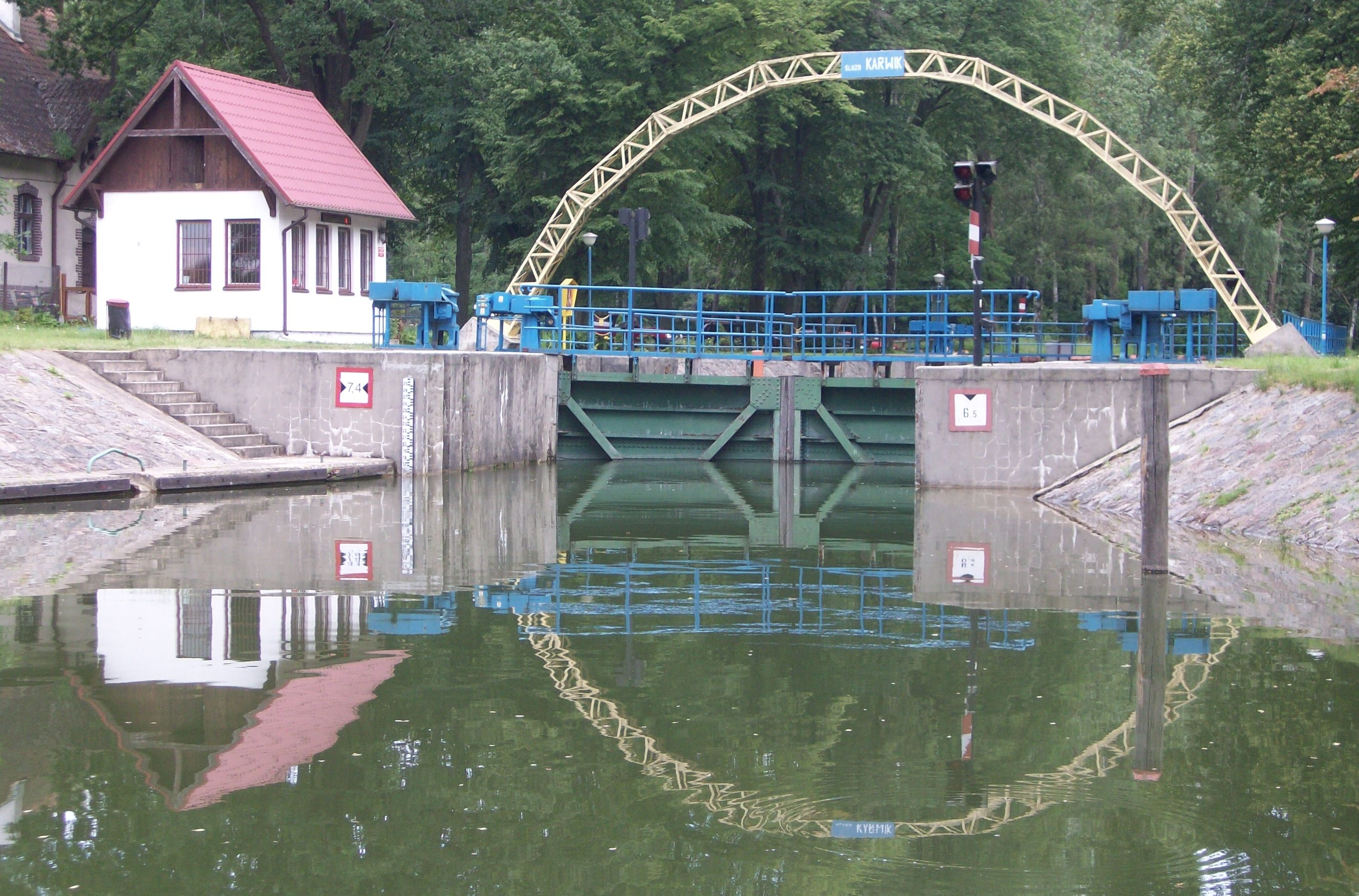
Tor der Schleuse in Karwik

Am nordwestlichen Dorfausgang befindet sich eine Schleuse im Kanał Jegliński (Jeglinner bzw. Wagenauer Kanal), der den Roschsee (auch: Warschauer See, polnisch Jezioro Roś) mit dem Sexter See (polnisch Jezioro Seksty) verbindet. Das Schleusenbecken verfügt über eine Länge von 45 Metern und eine Breite von 7,5 Metern. Der Wasserweg ist nicht nur für touristische Zwecke beliebt.

## Verkehr
Karwik ist über eine Nebenstraße zu erreichen, die von der polnischen Landesstraße 63 bei Jeglin (Jeglinnen, 1938–1945 Wagenau) abzweigt und direkt in den Ort führt.